# Kościół św. Trójcy w Legnicy
Kościół św. Trójcy w Legnicy – neogotycki kościół rzymskokatolicki mieszczący się przy ulicy Rzemieślniczej.

## Historia
Wybudowany w latach 1902–1904 według projektu architekta Alexisa Langera z Wrocławia jako druga świątynia katolicka w mieście. Świątynia powstała bardzo szybko, finansowana ze składek wiernych. Kamień węgielny został położony 27 kwietnia 1902, dzwony poświęcone przez proboszcza Aloisa Buchalego 9 sierpnia 1904, natomiast sam budynek 14 listopada tego samego roku. 8 maja 1905 odbyła się uroczysta konsekracja z udziałem kardynała Georga Koppa, biskupa wrocławskiego. Do powstania kościoła znacznie przyczyniła się Maria Bertha von Gellhorn, wdowa po tajnym radcy finansowym, która przekazała 6 tysięcy marek na zakup gruntu. 

## Architektura
Świątynia została wybudowana na planie krzyża łacińskiego. Najciekawsza jest elewacja zachodnia z monumentalną, 55-metrową wieżą północną. Na północno-zachodnim narożu wieży usadowiona jest figura Matki Bożej z Dzieciątkiem której autorem jest wrocławski rzeźbiarz J.Baumeister. Wnętrze kościoła jest halowe i czteroprzęsłowe, podzielone na trzy nawy przez rzędy smukłych filarów. Nawa główna jest przykryta przez sklepienie sieciowo-gwiaździste, a węższe nawy boczne posiadają sklepienie przeskokowe. Wnętrze jest wypełnione przez światło, dzięki zamontowaniu wielkich okien i jasnych oszkleń. Wspaniałe ołtarze boczne zostały ukoronowane przez ołtarz główny. Trójca Święta została ukazana w ołtarzu, w ujęciu ikonograficznym, zwanym Tronem Łaski.

## Galeria

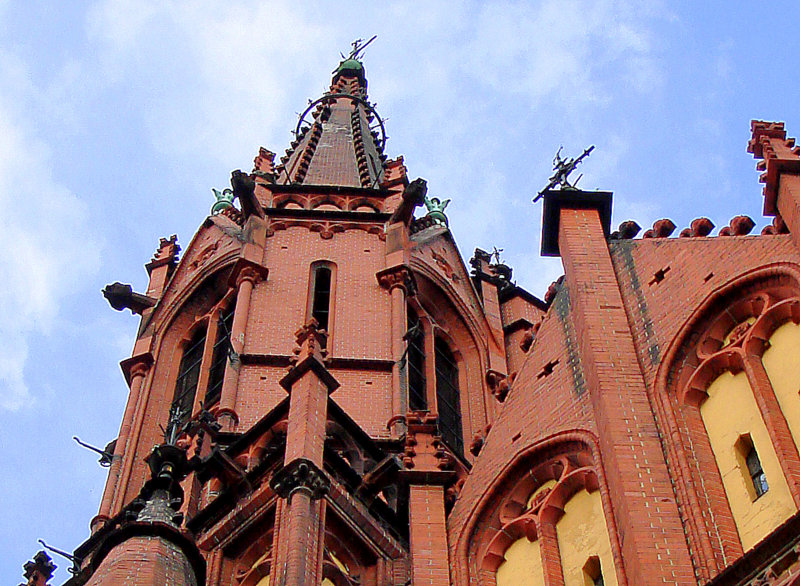
Wieża kościoła
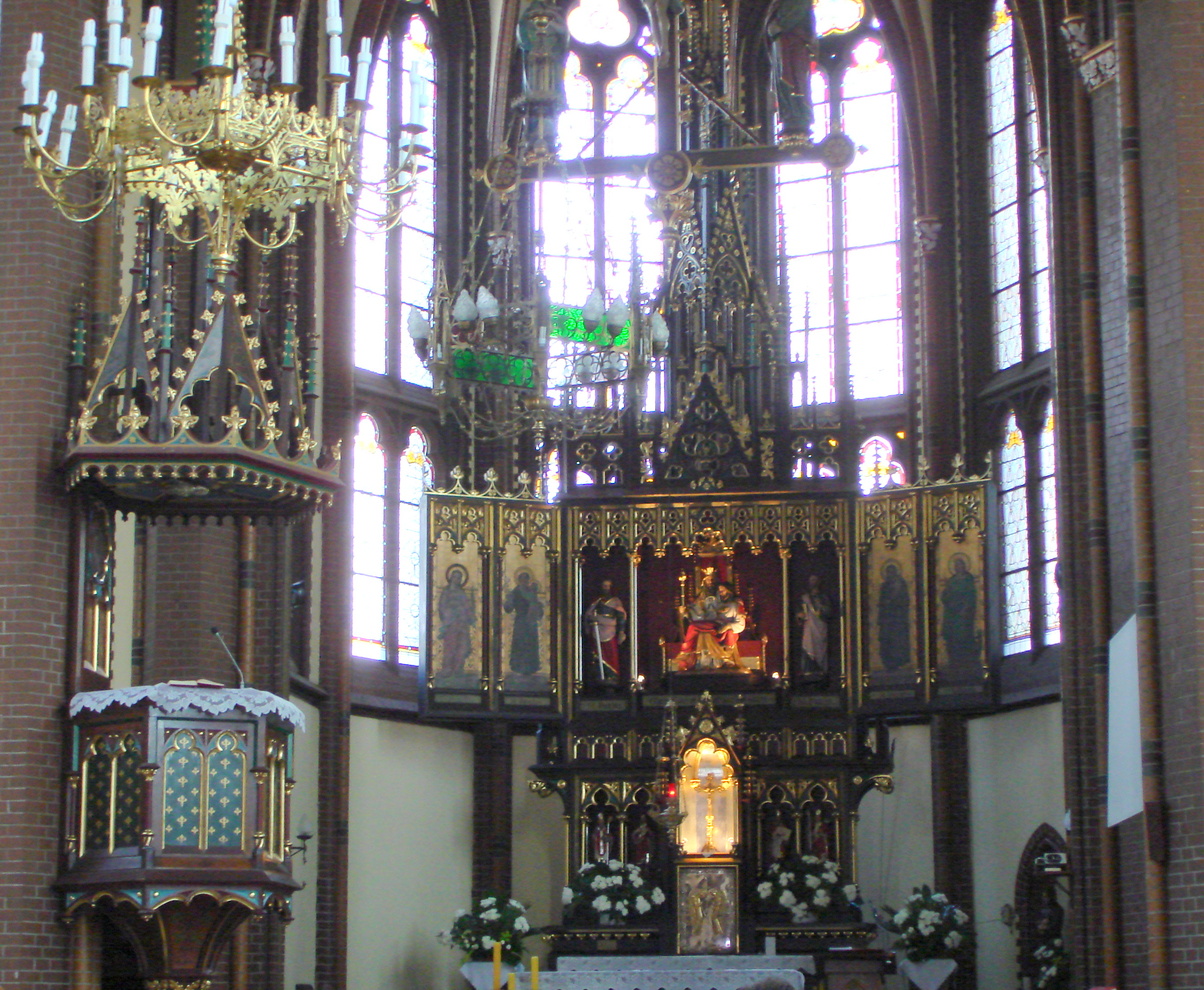
Wnętrze kościoła, prezbiterium.
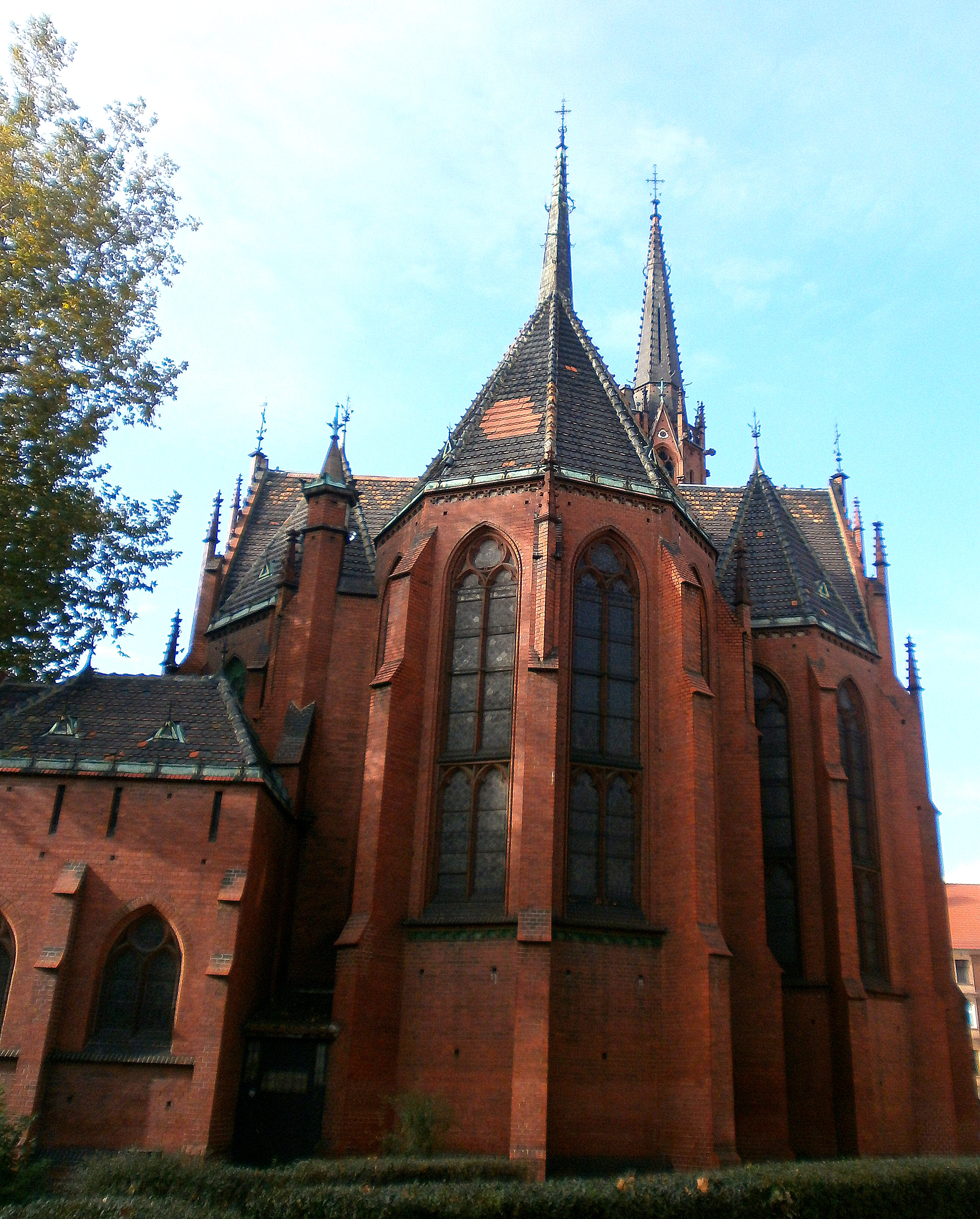
Tył kościoła
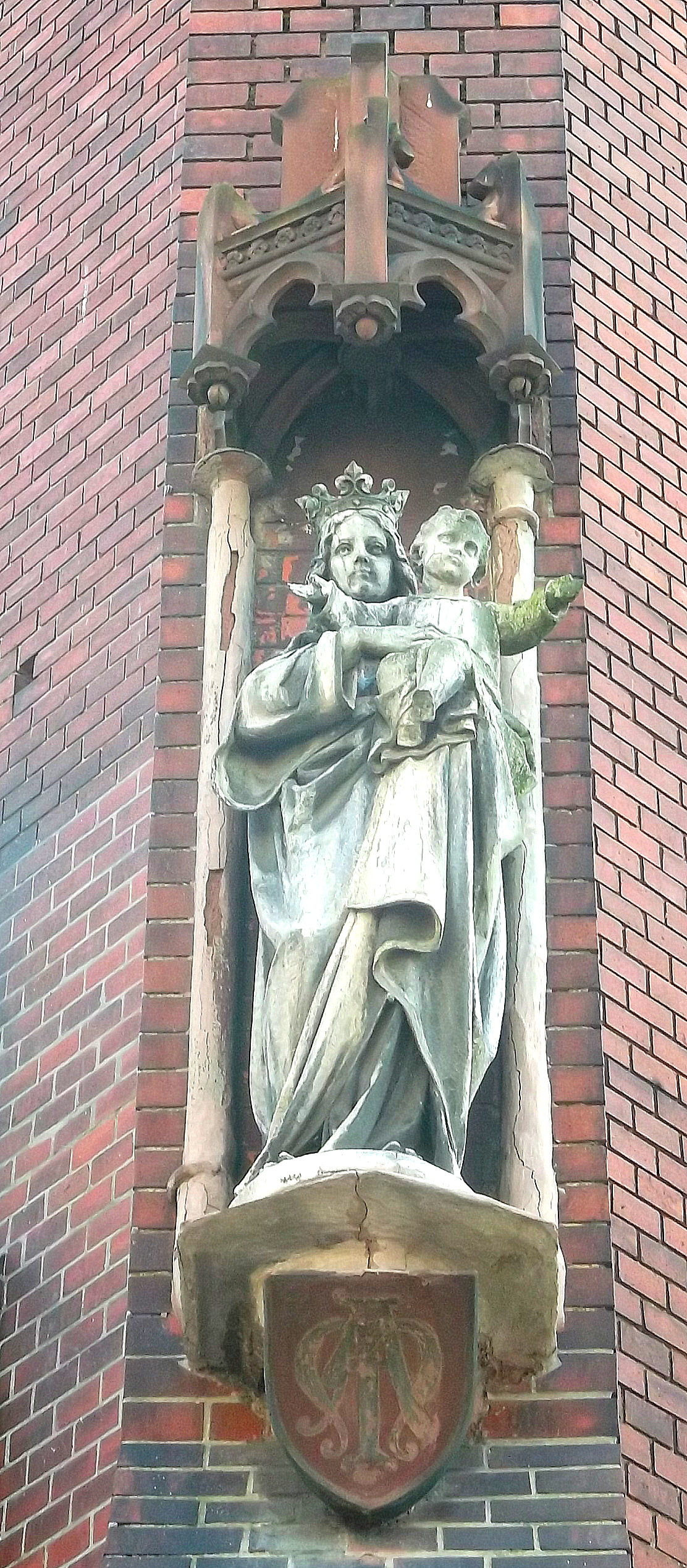
Figura Matki Bożej z Dzieciątkiem J. Baumeistera.
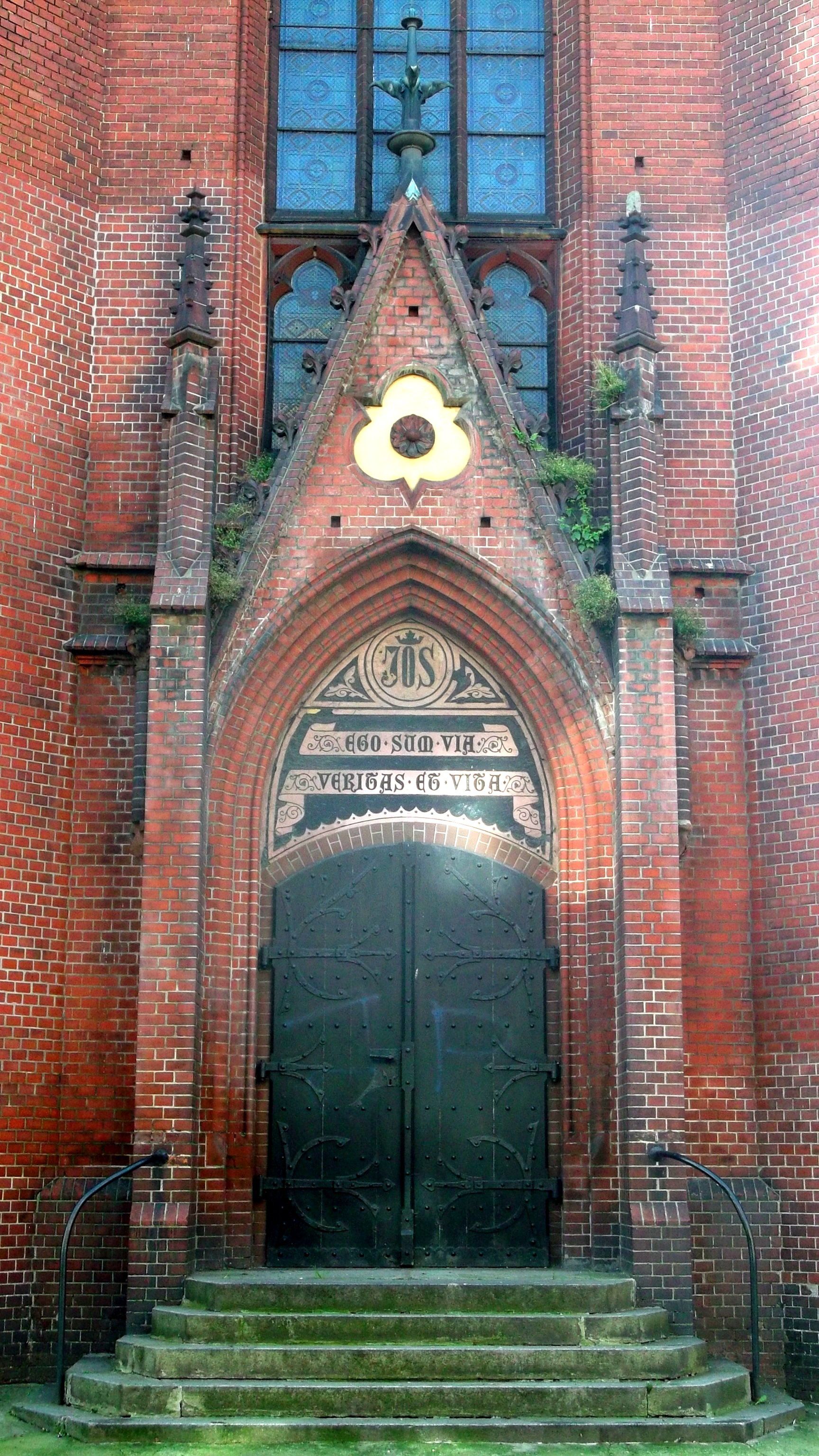
Portal wejściowy